# 伊塘镇
伊塘镇，是中华人民共和国湖南省永州市冷水滩区下辖的一个乡镇级行政单位。

## 行政区划
伊塘镇下辖以下地区：
紫竹街社区、黄泥塘村、荷叶铺村、新圩村、堰塘村、茶花村、孟公山村、花亭子村、姚家村、畔塘村、东风村、长木塘村、山门口村、白竹山村、马家村、鼎星观村、龙井村、枫木山村、庙山村、花果园村、伊塘村、曾家村、白塘村、小塘村、井塘村、麻塘村和丁塘村。